# Irish League 1954-1955
L'Irish League 1954-1955 è stata la 54ª edizione della prima divisione del campionato nordirlandese di calcio.
Il campionato era composto da dodici squadre e il Linfield vinse il titolo. Non vi furono retrocessioni.

## Classifica finale
| Pos. | Squadra          | G  | V  | N | P  | GF | GS | Punti |
| ---- | ---------------- | -- | -- | - | -- | -- | -- | ----- |
| 1    | Linfield         | 22 | 15 | 6 | 1  | 46 | 21 | 36    |
| 2    | Glenavon         | 22 | 16 | 4 | 2  | 61 | 27 | 36    |
| 3    | Cliftonville     | 22 | 10 | 4 | 8  | 50 | 38 | 24    |
| 4    | Ards             | 22 | 9  | 6 | 7  | 53 | 45 | 24    |
| 5    | Coleraine        | 22 | 11 | 2 | 9  | 46 | 46 | 24    |
| 6    | Glentoran        | 22 | 11 | 1 | 10 | 54 | 46 | 23    |
| 7    | Bangor           | 22 | 8  | 4 | 10 | 43 | 53 | 20    |
| 8    | Distillery       | 22 | 7  | 4 | 11 | 35 | 44 | 18    |
| 9    | Crusaders        | 22 | 7  | 2 | 13 | 29 | 48 | 16    |
| 10   | Portadown        | 22 | 5  | 5 | 12 | 39 | 53 | 15    |
| 11   | Derry City       | 22 | 6  | 3 | 13 | 31 | 49 | 15    |
| 12   | Ballymena United | 22 | 4  | 5 | 13 | 35 | 52 | 13    |

G = Partite giocate; V = Vittorie; N = Nulle/Pareggi; P = Perse; GF = Goal fatti; GS = Goal subiti; 